# Pallanuoto alla XXIX Universiade
Il torneo di pallanuoto della XXIX Universiade si è svolto a Taipei, Cina Taipei, dal 18 al 30 agosto 2017. Al torneo maschile hanno partecipato 16 rappresentative, a quello femminile 12.

## Podi

### Uomini
| Evento                         | Oro    | Argento | Bronzo |
| Pallanuoto maschile (dettagli) | Serbia | Russia  | Italia |

### Donne
| Evento                          | Oro         | Argento  | Bronzo   |
| Pallanuoto femminile (dettagli) | Stati Uniti | Ungheria | Giappone |

## Medagliere
| Posizione | Paese       |   |   |   | Totale |
| --------- | ----------- | - | - | - | ------ |
| 1         | Serbia      | 1 | 0 | 0 | 1      |
| 1         | Stati Uniti | 1 | 0 | 0 | 1      |
| 2         | Russia      | 0 | 1 | 0 | 1      |
| 2         | Ungheria    | 0 | 1 | 0 | 1      |
| 3         | Italia      | 0 | 0 | 1 | 1      |
| 3         | Giappone    | 0 | 0 | 1 | 1      |
| Totale    | Totale      | 2 | 2 | 2 | 6      |